# Akutaq

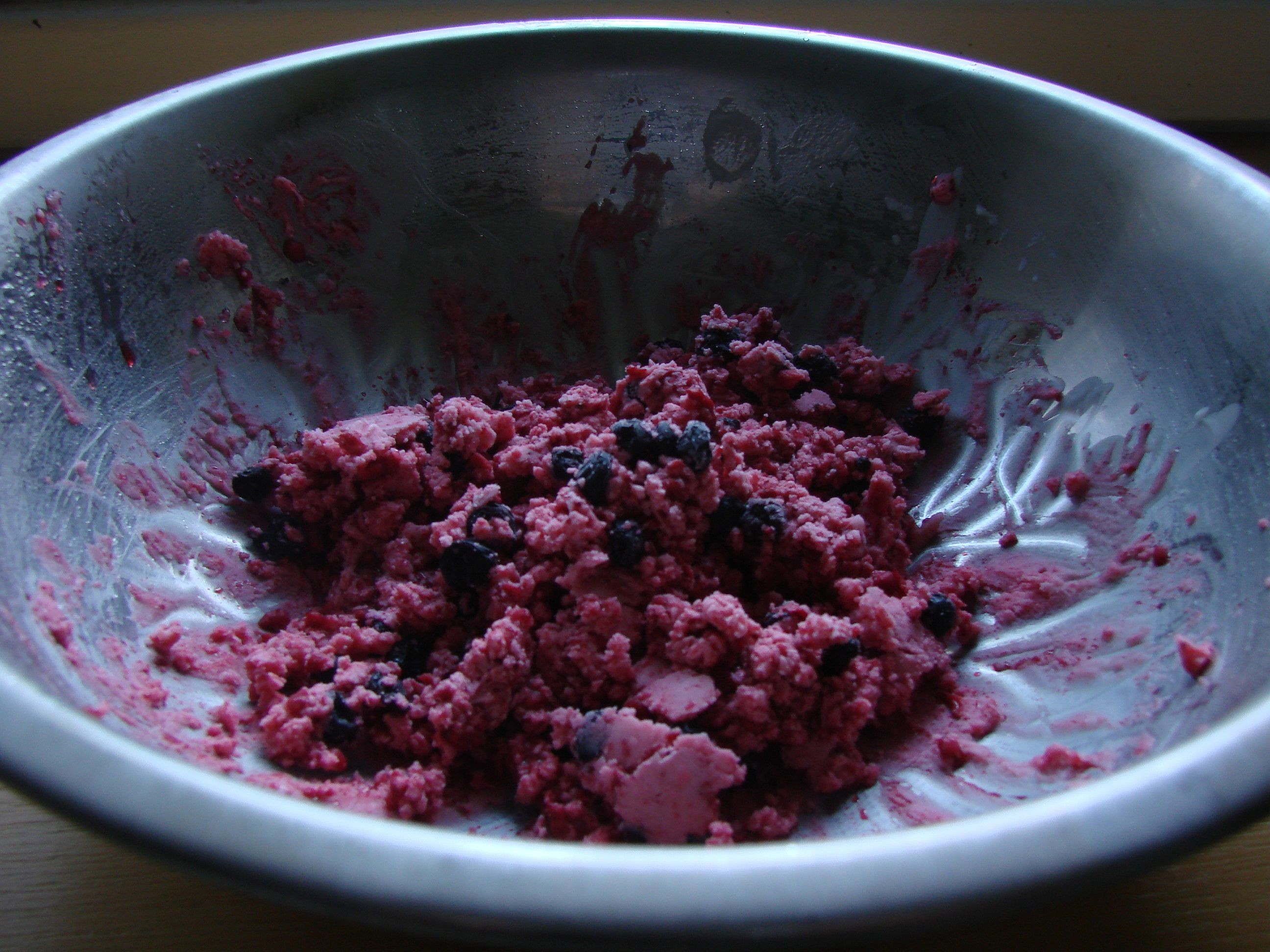
Akutaq helado preparado con frambuesas y blueberries.

Akutaq o agutak (ᐊᑯᑕᖅ), también denominado helado de los esquimales, es un platillo popular en la zona occidental de Alaska, que consiste en grasa batida mezclada con bayas, a veces se le incorpora pescado y azúcar. El término proviene del idioma yupik y significa "mezcla".
Existen numerosas versiones de akutaq, pero la mayoría se basan en la mezcla de bayas, carne, hojas, o raíces con aceites o grasas animales (en la actualidad estas a menudo son reemplazadas por el producto denominado Crisco). Entre los frutos utilizados se encuentran arándanos rojos, frambuesas salmón, camarinas negras, moras de los pantanos, y arándanos azules(blueberries). Entre las carnes se cuentan salmón y caribú. Es posible utilizar sebo de reno, sebo de alce, sebo de morsa, sebo de caribú, o aceite de foca. A veces se le agrega azúcar (si bien no en la receta tradicional). Ocasionalmente se agrega algo de agua.
El "akutak de ratón" se prepara con raíces que se sacan de las madrigueras de los ratones. Solo se utilizan una porción de las raíces almacenadas por los ratones, y algunas personas reemplazan las raíces por algún elemento que pueda comer el ratón.

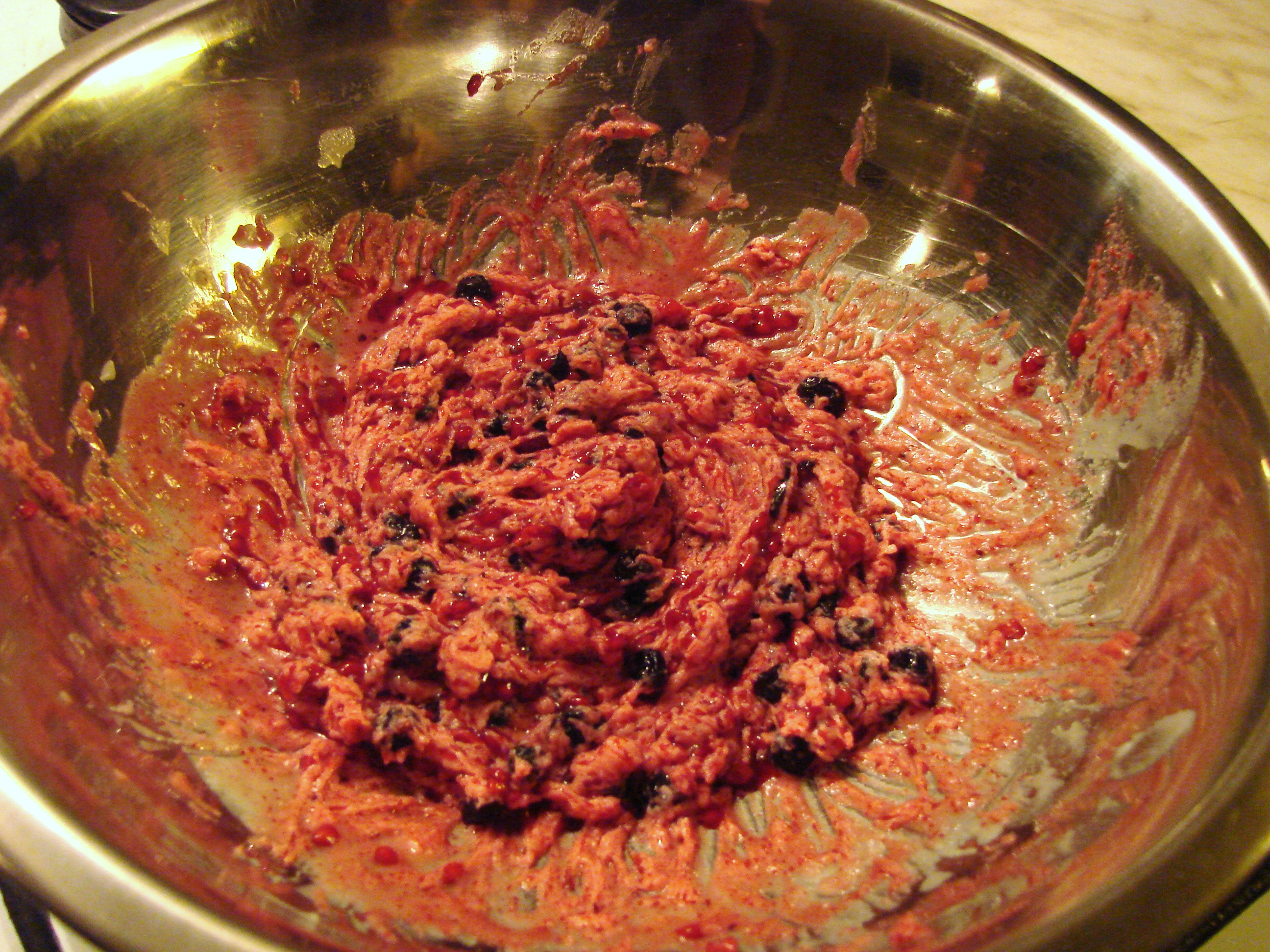
Akutaq preparado con frambuesas, blueberries y grasa alimentaria
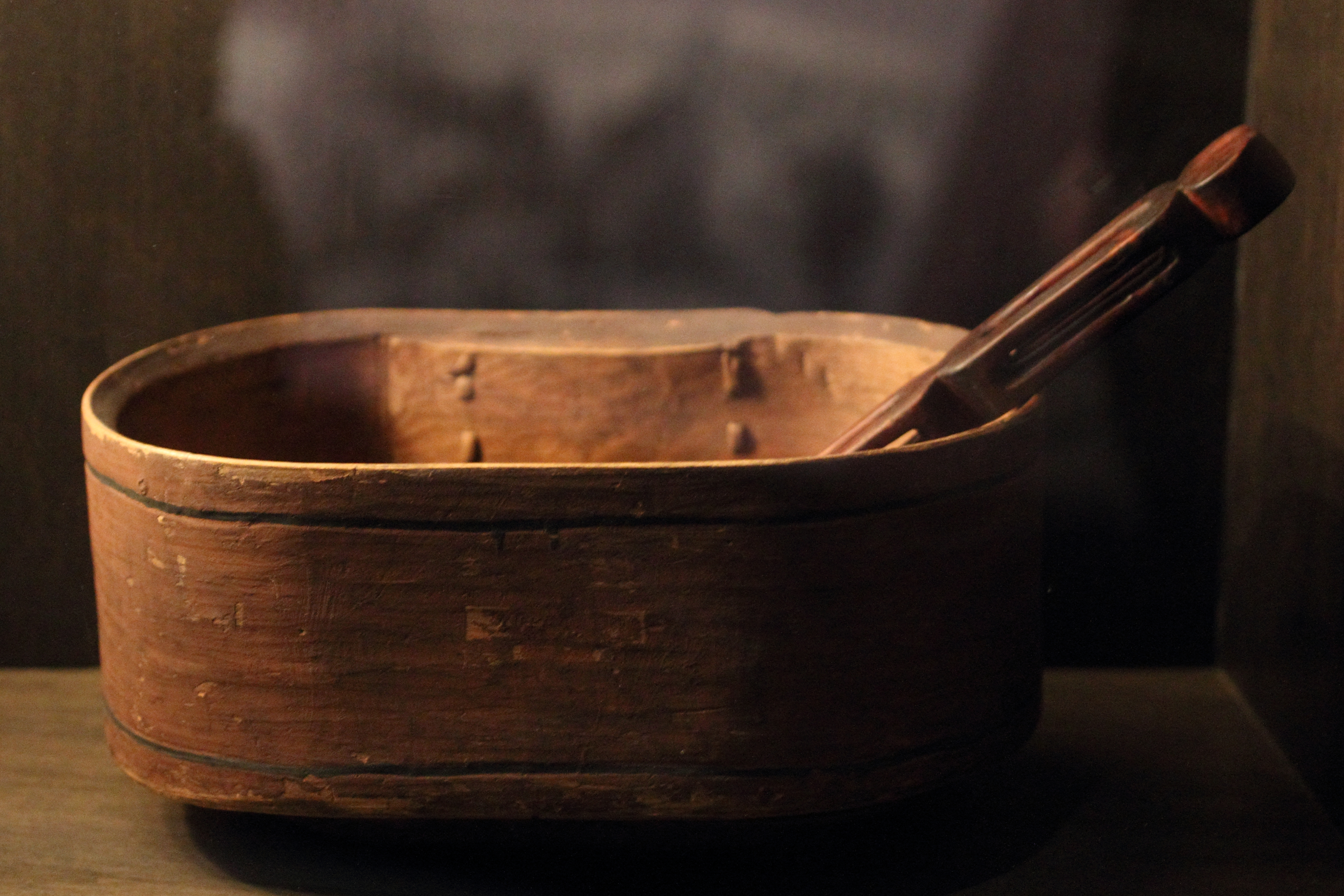
Tumnaq, un cuenco de madera utilizado para preparar akutaq
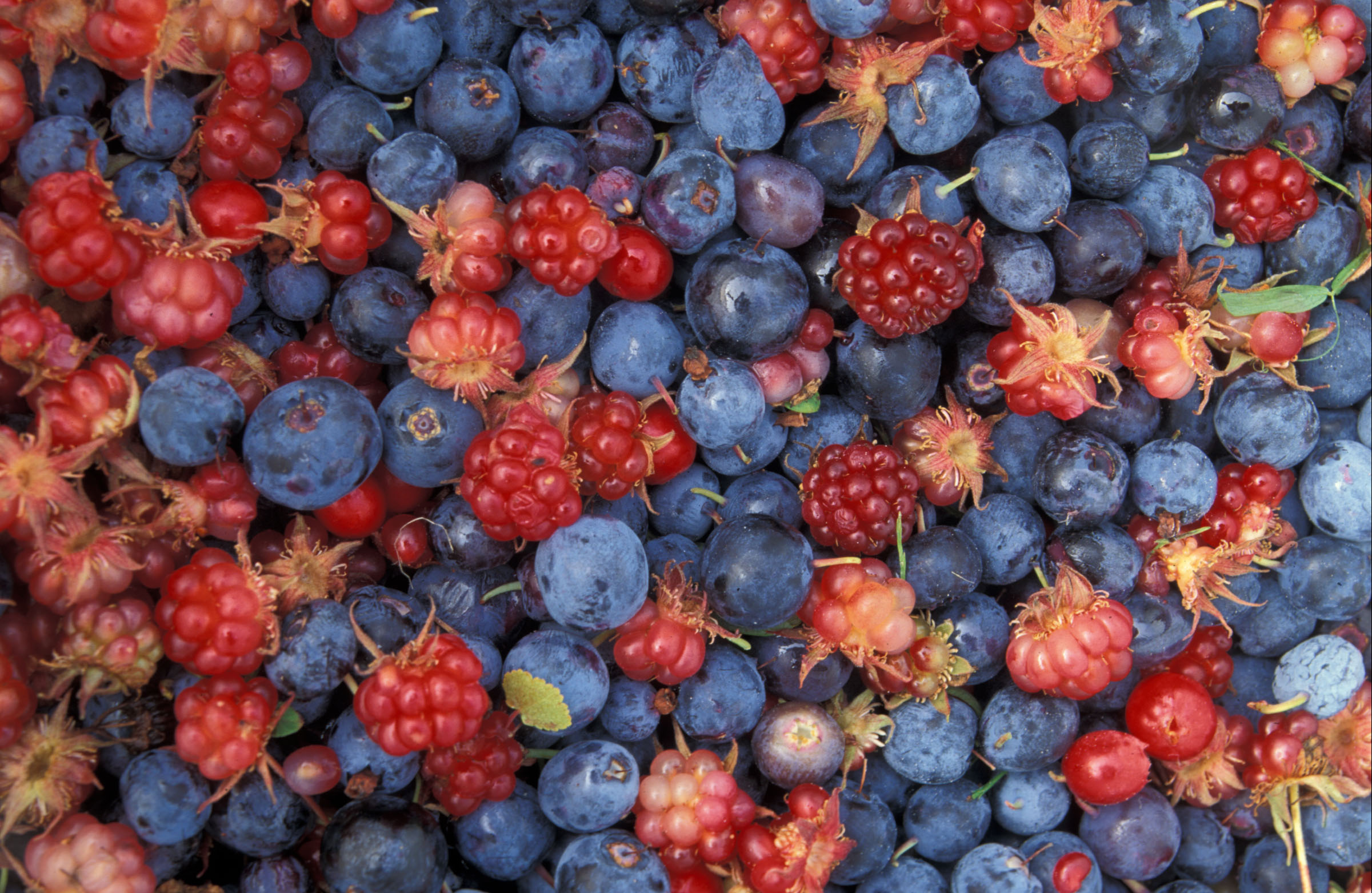
Bayas silvestres un ingrediente importante del akutaq